# 朱元宏
朱元宏（1961年—），南投縣人，為中華民國（臺灣）的法界人物與政治人物，泰雅族，國立台灣大學法律系畢業，曾擔任台中、澎湖、雲林與嘉義地院法官，也是台灣首位擔任過法官的台灣原住民族，後轉任律師，2007年因司法黃牛案遭台中地院依詐欺罪判刑3年10月。
2014年9月投入臺中市市議員選舉中的山地原住民選舉區以第二高票落選，2016年1月7日原當選的山地原住民市議員林榮進因賄選遭台中地院判決當選無效定讞，2016年1月26日由朱元宏遞補就職台中市議員。
他在遞補當選後又連任2屆，在2024年時再次加入中國國民黨。他過去為法官，為保持行政中立而退黨。

## 選舉紀錄
| 年度 | 選舉屆數             | 選舉區             | 所屬政黨 | 得票數 | 得票率 | 當選標記 | 備註     |
| ---- | -------------------- | ------------------ | -------- | ------ | ------ | -------- | -------- |
| 2014 | 第二屆臺中市議員選舉 | 臺中市第十六選舉區 | 無黨籍   | 2,951  | 41.82% |          | 遞補當選 |
| 2018 | 第三屆臺中市議員選舉 | 臺中市第十七選舉區 | 無黨籍   | 1,703  | 43.18% |          |          |
| 2022 | 第四屆臺中市議員選舉 | 臺中市第十七選舉區 | 無黨籍   | 2,082  | 63.40% |          |          |

## 外部連結
- 臺中市議員全球資訊網 （页面存档备份，存于）
- 朱元宏的Facebook專頁
- 2014-11 直轄市議員 臺中市 第16選區[山地 候選人]